# Puerto Mejoral
Puerto Mejoral es una pedanía del municipio español de Benquerencia de la Serena, perteneciente a la provincia de Badajoz (comunidad autónoma de Extremadura).

## Situación
Está situada a 3 km de la capital del municipio y a 8 de Castuera. Pertenece a la comarca de La Serena y al Partido judicial de Castuera.

## Población
En el pueblo está empadronada 10.